# Põldalotsõ
Põldalotsõ (est. Põldalotsõ järv) – jezioro w Estonii, w prowincji Võrumaa, w gminie Haanja. Położone jest na zachód od wsi Purka. Ma powierzchnię 2,9ha linię brzegową o długości 781 m, długość 270 m i szerokość 190 m. Sąsiaduje m.in. z jeziorami Vaskna, Purkna, Kalda, Jürijärv, Murojärv. Położone jest na terenie obszaru chronionego krajobrazu Haanja (est. Haanja looduspark).